# Rybska Karczma
Rybska Karczma (kaszb. Ribskô Karczma lub też Rëbieńskô Karczma, niem. Riebenkrug) – osada kaszubska w Polsce położona w województwie pomorskim, w powiecie wejherowskim, w gminie Gniewino. Osada jest częścią składową sołectwa Rybno.
W latach 1975–1998 miejscowość administracyjnie należała do województwa gdańskiego.
Inne miejscowości o nazwie Karczma: Karczemka Kierzkowska, Karczemka Gardkowska, Karczemki